# جان اتکینسون هابسون
جان اتکینسون هابسون (انگلیسی: John Atkinson Hobson؛ ۶ ژوئیه ۱۸۵۸–۱ آوریل ۱۹۴۰) اقتصاددان و دانشمند علوم اجتماعی انگلیسی بود. هابسون بیشتر به خاطر نوشتن در مورد امپریالیسم شناخته شده‌است که بر ولادیمیر لنین و نظریه کم مصرف بودن وی تأثیر گذاشت.
سهم اصلی و ابتدایی وی در اقتصاد، تئوری مصرف کم ، انتقادی تند به قانون Say و تأکید اقتصاد کلاسیک بر صرفه جویی بود. با این حال، این مسئله هابسون را در میان جامعه اقتصاد حرفه ای بی‌اعتبار کرد و در نهایت از آن محروم شد. سایر کارهای اولیه نظریه کلاسیک رانت را نقد و نظریه نئوکلاسیک توزیع «بهره‌وری حاشیه ای» را پیش‌بینی کردند
پس از تهیه گزارش از جنگ بوئر دوم به عنوان خبرنگار روزنامه گاردین منچستر، وی مشارکت انگلیس در جنگ را محکوم کرد و آن را عملیاتی تحت تأثیر صاحبان مین توصیف کرد. وی در مجموعه ای از کتابها، ارتباطات بین امپریالیسم و درگیریهای بینالمللی را بررسی کرد و ادعا کرد که گسترش امپراتوری ناشی از جستجوی بازارهای جدید و فرصت‌های سرمایه‌گذاری در خارج از کشور است. در تفسیرهای هابسون به وجود کلام و مضامین ضدیهودی در آثار وی، به ویژه در نگارش در مورد جنگ بوئر اشاره شده‌است.
بعدها، او استدلال کرد که درآمد مازاد حاصل از پسانداز و مصرف کم منجر به بیکاری شده و راه حل از بین بردن «مازاد» با توزیع مجدد درآمد از طریق مالیات و ملی شدن انحصارات می‌باشد. او با جنگ جهانی اول مخالفت کرد و از تشکیل یک نهاد سیاسی جهانی برای جلوگیری از جنگ حمایت کرد. به دنبال جنگ، او به یک سوسیالیست اصلاح طلب تبدیل شد.

## زندگانی

### سنین جوانی
هابسون پسر ویلیام هابسون، «صاحب روزنامه ای نسبتاً مرفه»، و جوزفین اتکینسون در دربی، متولد شد. او برادر ارنست ویلیام هابسون ریاضیدان بود. وی در مدرسه دربی و کالج لینکلن، آکسفورد تحصیل کرد و پس از فارغ‌التحصیلی، در مدارس فاورشام و اکستر به تدریس ادبیات کلاسیک و انگلیسی پرداخت.

### آغاز کار
زمانیکه هابسون به لندن در سال ۱۸۸۷ نقل مکان کرد، انگلیس در بحبوحه یک رکود اقتصادی بزرگ به سر می‌برد. لندن جوامع زیادی داشت که گزینه‌های دیگری را پیشنهاد می‌کردند، در حالی که اقتصاد کلاسیک برای توضیح چرخه‌های معیوب تجاری ضرر میکردهابسون هنگام زندگی در لندن، در معرض دید سوسیال دموکراسی و هنری هیندمن، سوسیالیست‌های مسیحی و سیستم مالیاتی هنری جورج قرار گرفت. او با چند تن از سرشناسانفابیانیسم که مدرسه اقتصاد لندن را تأسیس کردند، دوست شد و برخی از آنها را نیز در آکسفورد می‌شناخت. با این حال، هیچ‌یک از این گروه‌ها برای هابسون به اندازه کافی مجابکننده نبودند. بلکه همکاری او با یک دوست، تاجر و کوهنورد آلبرت اف. مومیایی بود که سهم هابسون در اقتصاد را مشخص می‌کند نظریه مصرف کم اولین بار توسط مامری و هابسون در کتاب فیزیولوژی صنعت (۱۸۸۹) توصیف شد. مصرف کم انتقادی تند به به قانون Say و تأکید اقتصاد کلاسیک بر صرفه جویی بود. جسارت نتایج این کتاب، هابسون را در میان جامعه اقتصاد حرفه ای بیاعتبار کرد. سرانجام او از جامعه دانشگاهی کنار گذاشته شد.
آثار وی در اواخر قرن نوزدهم شامل مشکلات فقر (۱۸۹۱) ، تکامل سرمایه‌داری مدرن (۱۸۹۴)، مشکلات بیکاران (۱۸۹۶) و جان راسکین: اصلاح کننده اجتماعی (۱۸۹۸) بود. آنها انتقاد هابسون ازنظریه کلاسیک رانت را توسعه دادند و تعمیم پیشنهادی وی نظریه توزیع «بهره‌وری حاشیه ای» نئوکلاسیک را پیش‌بینی کرد.

### جنگ بوئر و امپریالیسم
بلافاصله پس از این دوره هابسون توسط سردبیر روزنامه منچستر گاردین جذب شد تا خبرنگار آفریقای جنوبی آنها باشد. هابسون در طول پوشش جنگ دوم بوئر، شروع به شکل‌گیری این ایده کرد که امپریالیسم نتیجه مستقیم نیروهای در حال گسترش سرمایه‌داری مدرن است. وی اعتقاد داشت مالکان معدن به رهبری سیسیل رودز خواهان کنترل جمهوری آفریقایی جنوبب هستند. بر این اساس، او معتقد بود که آنها انگلیسی‌ها را برای مبارزه با بوئرها بازیچه قرار می‌دهند تا بتوانند سود خود را از استخراج معادن به حداکثر برسانند. بازگشت وی به انگلستان با محکومیت شدید این درگیری همراه بود.
انتشارات وی طی چند سال بعد نشانگر کاوش در ارتباطات امپریالیسم و درگیریهای بین‌المللی بود. این آثار شامل جنگ در آفریقای جنوبی (۱۹۰۰) و روانشناسی وطنپرستی (۱۹۰۱) بود. در آنچه مسلماً بزرگترین سلاح او است یعنی امپریالیسم (۱۹۰۲)، وی از این عقیده حمایت کرد که گسترش امپراتوری ناشی از جستجوی بازارهای جدید و فرصتهای سرمایهگذاری در خارج از کشور است. امپریالیسم به شهرت بینالمللی هابسون دست یافت و متفکران برجستهای چونولادیمیر لنین و لئون تروتسکی و کتاب "ریشه‌های توتالیتاریسم "اثر هانا آرنت را تحت تأثیر قرار داد (۱۹۵۱).
هابسون قبل از نوشتن اثر مهم بعدی خود یعنی «سیستم صنعتی» (۱۹۰۹) برای چندین مجله دیگر نوشت. در این بخش او استدلال کرد که تقسیم غیرمنصفانه درآمد از طریق صرفهجویی بیش از حد ومصرف کم در بیکاری و اینکه این راه حل برای از بین بردن بازتوزیع درآمد و ثروت از طریق مالیات و ملی شدن انحصارات بود.

### جنگ جهانی اول و شغل بعدی
مخالفت هابسون با جنگ جهانی اول باعث پیوستن وی به اتحادیه کنترل دموکراتیک شد. طرفداری وی از تشکیل یک نهاد سیاسی جهانی برای جلوگیری از جنگ را می‌توان در مقاله او به سوی دولت بین‌المللی (۱۹۱۴) یافت. با این حال، او به شدت مخالفجامعه ملل شد.
در سال ۱۹۱۹، هابسون به حزب کارگران مستقل پیوست به زودی نوشته‌هایی برای نشریات سوسیالیستی مانند «رهبر جدید»، «مرور سوسیالیست» و «نیو استیتسمن» به وجود آمد. در این دوره مشخص شد که هابسون از اصلاحات سرمایه‌داری بر انقلاب کمونیستی طرفداری می‌کند. او منتقددولت کارگری بود که در سال ۱۹۲۹ انتخاب شد.
زندگینامه هابسون، اعترافات یک بدعتگذار اقتصادی در سال ۱۹۳۸ منتشر شد.

## تفسیری دربارهٔ هابسون

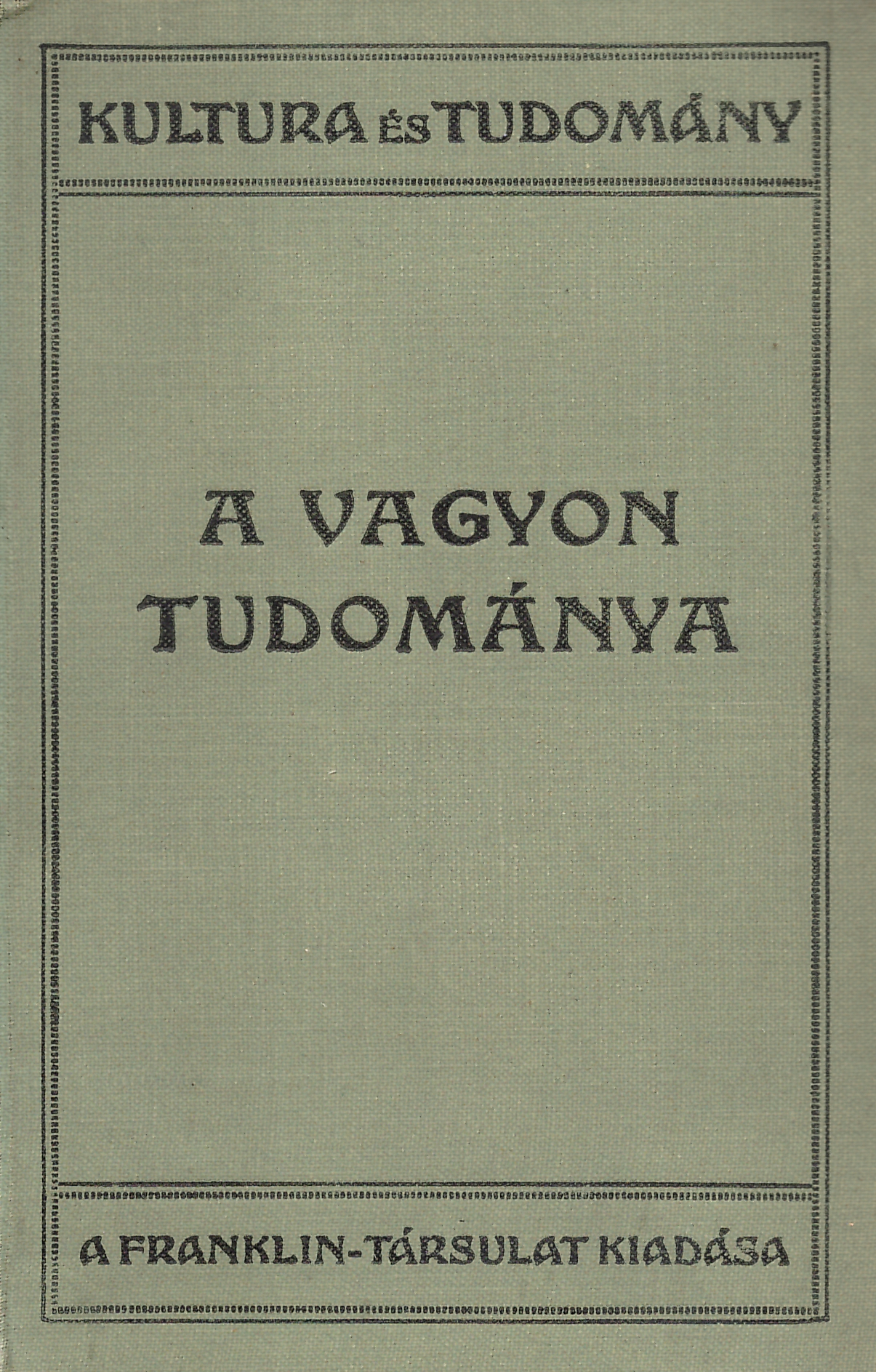
JA Hobson: The Science of Wealth (نسخه مجارستانی)

### ارزیابی انتقادی
آر. اچ تاونی موارد زیر را در انجمن اکتسابی (۱۹۲۰) نوشت:
بخش عمده ای از دارایی‌های مدرن به عنوان وثیقه مالی تقلیل داده شده‌است یا اوراق قرضه محصول صنعتی که حق پرداخت را با خود دارد، اما به‌طور معمول دقیقاً ارزشگذاری می‌شود؛ زیرا مالک را از تعهد انجام هرگونه عملکرد مثبت یا سازنده رها می‌سازد. چنین اموالی را می‌توان مال غیرفعال یا دارایی مالکیت یا دارایی برای بهروهبرداری یا قدرت نامید. با این حال این سؤال مطرح است که آیا اقتصاددانان آن را "مالکیت" می‌نامند یا خیر، همان‌طور که آقای هابسون پیشنهاد داده‌است، "نامناسب بودن"، زیرا با حقوقی که مالک تولید زحمت خود را تأمین می‌کند یکسان نیست، بلکه در مقابل آن است. 
ولادیمیر لنین، در " امپریالیسم، بالاترین مرحله سرمایه داری" (۱۹۱۶) که احتمالاً تأثیرگذارترین کار او در تحقیقات بعدی مارکسی بود، با استفاده گسترده ازامپریالیسم هابسون، در مقدمه اظهار داشت "من از کتاب اصلی انگلیسی ،" امپریالیسم "، از کتاب" جی.ا. هابسون "، با تمام مراقبتهایی که به نظر من، شایسته آن کار است، استفاده کردم." در بطن کار، علی‌رغم مخالفت با سیاست لیبرال هابسون لنین بارها و بارها به تفسیر هابسون از امپریالیسم استناد می‌کند؛ بعنوان مثال:
می‌بینیم که کائوتسکی، در حالی که ادعا می‌کند که همچنان از مارکسیسم حمایت می‌کند، در حقیقت در مقایسه با هابسون، سوسیال-لیبرال، که به‌طور صحیح تری دو "ستون تاریخی" را در نظر می‌گیرد، یک قدم به عقب برمیگردد …
ویژگیهای امپریالیسم مدرن:

(۱) رقابت بین چند امپریالیسم، و (۲) غلبه سرمایه‌دار بر بازرگان.
مورخان Peter Duignan و Lewis H. Gann ادعا می‌کنند که هابسون در اوایل قرن ۲۰ در بین مردم سراسر جهان نفوذ زیادی داشت:
ایده‌های هابسون کاملاً اصیل نبودند. با این حال نفرت او از مردان ثروتمند و انحصارها، انزجار او از پیمانهای مخفی و سر و صداهای عمومی، ادعاهای موجود در مورد امپریالیسم را در یک سیستم منسجم ادغام کرد …. ایده‌های او بر مخالفان ملی‌گرای آلمان در امپراتوری انگلیس و همچنین آنگلوفون‌های فرانسه و مارکسیستها تأثیر گذاشت. در روزهای آینده آنها باید در بیاعتمادی آمریکا به اروپای غربی و امپراتوری انگلیس سهیم شوند. هابسون کمک کرد تا انگلیس نسبت به اعمال استعمار مخالف باشد. وی مهمات را در اختیار ملیگرایان بومی آسیا و آفریقا قرار داد تا در برابر حاکمیت اروپا مقاومت کنند. 
مورخان بعدی به هابسون و نظریه‌های مارکسیستی که امپریالیسم را تحت تأثیر قرار داده بود حمله کردند به‌طور قابل توجهی، جان گالاگر و رونالد رابینسون در سال ۱۹۵۳ در مقاله خود با عنوان "امپریالیسم تجارت آزاد اظهار داشتند که هابسون تأکید بیش از حد بر نقش امپراتوری رسمی داشته و بدون در نظر گرفتن اهمیت قدرت تجارت، نفوذ سیاسی و امپریالیسم غیررسمی مستقیماً بر استعمار تسلط دارد. آنها همچنین استدلال کردند که تفاوت در سیاست خارجی انگلیس که هابسون مشاهده کرد بین سهلانگاری اواسط قرن نوزدهم نسبت به امپراتوری که با اقتصاد بازار آزاد همراه بود و امپریالیسم شدید بعد از سال ۱۸۷۰ واقعی نبود.
هابسون اعتقاد داشت «مردم اصلی مستعمره» فرومایه ترند و در امپریالیسم نوشت که «از بین بردن تدریجی» آنها توسط یک سازمان بین‌المللی حمایت می‌کند: «با این وجود، یک فرهنگ عقلانی منطقی در منافع گسترده اجتماعی ممکن است به سرکوب گسترش نژادهای منحط یا غیر پیشرو نیاز داشته باشد». به گفته هابسون، پس از تأیید توسط «سازمان سیاسی بین‌المللی»، چنین برنامهای باید اجرا شود. در حالی که می‌توان گفت اثر ۱۹۰۲ روندداروینیسم اجتماعی آن زمان را منعکس می‌کند، هابسون با انتشار نسخه سوم در سال ۱۹۳۸ این بخش را بدون تغییر ترک کرد.

### یهود ستیزی
کارهای اولیه هابسون انتقادی در مورد تأثیر مهاجرت یهودیان و سرمایه گذاران یهودی بود. در دهه ۱۸۹۰ وی اظهار داشت که مهاجرت گسترده یهودیان از روسیه به اروپای غربی به منافع کارگران بومی آسیب می‌رساند و از محدودیتهای مهاجرت حمایت می‌کند. او با نویسندگی در مورد جنگ آفریقای جنوبی در جنگ در آفریقای جنوبی (۱۹۰۰)، انگیزه جنگ را به «قدرت یهودی» در آفریقای جنوبی پیوند داد و ژوهانسبورگ را «اورشلیم جدید» دید. هابسون نوشت که «سرمایه داران یهودی»، که او آنها را «انگل» می‌دید، دولت انگلیس را تحت کنترل قرار داد تا با «آهنگ شیطانی» آنها برقصد. به گفته او تاریخ، نورمن اترینگتون، بخش مربوط به سرمایه گذاران در امپریالیسم از نظر گفتمان اقتصادی هابسون بی ربط است، و احتمالاً از آنجایی که هابسون واقعاً به آن اعتقاد داشت، شامل آن شد. هابسون در گره زدن مفهوم مدرنیته، امپراتوری و یهودیان با هم بین سالهای ۱۸۹۸ و ۱۹۰۲ نوآور بود. به گفته هابسون، سرمایه گذاران بین‌المللی از طریق مالکیت مطبوعات یهودی در آفریقای جنوبی و لندن، دولت را تا حدودی تحت تأثیر قرار دادند.
تحلیلهای هابسون توسط مخالفان جنگ به‌طور گستردهای منتشر شد و مورد توجه بسیاری قرار گرفت. پیرو مقاله هابسون در ژانویه ۱۹۰۰ "سرمایه داری و امپریالیسم در آفریقای جنوبی"، رهبر حزب کارگر "کی هاردی" در فوریه ۱۹۰۰ همان پیام را به شکل پاراگراف تکرار کرد و "نیمی از دوازده خانه مالی، که بسیاری از آنها یهودی بودند" را به رهبری انگلستان به جنگ متهم کرد. با این حال، چون طبقه کارگر انگلیس تمایل به پشتیبانی از جنگ در آفریقای جنوبی داشت، تعصب هابسون در حمله به "قدرت یهودی" در آفریقای جنوبی و دستکاری توسط "کنفدراسیون نژادی" مخفی نتوانست حمایت مردمی در انگلیس را جلب کند، گرچه احساسات "ضد بیگانه" همچنان مسئلهای بود.
در قاره اروپا، بنا به گفته هابسون ادعای نفوذ یهودیان در جنگ بوئر دوم در مقایسه با تعیین سرنوشت بوئر با انگلیسی هراسی و خصومت با امپریالیسم انگلیس مرتبط شد.

## آثار
- The Physiology of Industry (written with Albert F. Mummery) (1889).
- Problems of Poverty (1891).
- Evolution of Modern Capitalism (1894).
- Problem of the Unemployed (1896).
- John Ruskin: Social Reformer (1898).
- The Economics of Distribution (1900).
- The War in South Africa: Its Causes and Effects (1900).
- Capitalism and Imperialism in South Africa (1900)
- Psychology of Jingoism (1901).
- The Social Problem: Life and Work (1901).
- Imperialism:a Study (1902) [۳]
- International Trade (1904).
- Canada Today (1906).
- The Crisis of Liberalism (1909).
- The Industrial System (1909).
- A Modern Outlook (1910).
- The Science of Wealth (1911).
- An Economic Interpretation of Investment (1911).
- Industrial Unrest (1912).
- The German Panic (1913).
- Gold, Prices and Wages (1913).
- Work and Wealth, A Human Valuation (1914).
- Traffic in Treason, A Study in Political Parties (1914).
- Towards International Government (1915).
- Western Civilization (1915).
- The New Protectionism (1916).
- Labour and the Costs of War (1916).
- Democracy after the War (1917).
- Forced Labor (1917).
- 1920: Dips into the Near Future (1917/1918).
- Taxation in the New State (1919).
- Richard Cobden: The International Man (1919).
- The Obstacles to Economic Recovery in Europe (1920).
- The Morals of Economic Internationalism (1920)
- The Economics of Restoration (1921).
- Problems of a New World (1921).
- Work and Wealth: a Human Valuation (1921)
- Incentives in the New Industrial Order (1922).
- The Economics of Unemployment (1922).
- Notes on Law and Order (1926).
- The Living Wage (with H. N. Brailsford, A. Creech Jones, E.F. Wise) (1926).
- The Conditions of Industrial Peace (1927).
- Wealth and Life (1929).
- Rationalisation and Unemployment (1930).
- God and Mammon (1931).
- Poverty in Plenty (1931).
- L.T. Hobhouse, His Life and Work (1931).
- The Recording Angel (1932).
- Saving and Spending: Why Production is Clogged (1932).
- From Capitalism to Socialism (1932).
- Rationalism and Humanism (1933).
- Democracy and a Changing Civilization (1934).
- Veblen (1936).
- Property and Improperty (1937).
- Le Sens de la responsibilité dans la vie sociale (with Herman Finer and Hanna Mentor) (1938).
- Confessions of an Economic Heretic (1938).